# Zalutschia tornetraskensis
Zalutschia tornetraskensis är en tvåvingeart som först beskrevs av Edwards 1941.  Zalutschia tornetraskensis ingår i släktet Zalutschia och familjen fjädermyggor. Inga underarter finns listade i Catalogue of Life.